# Geschichte des Vereinigten Königreichs von Großbritannien und Irland
Die Geschichte des Vereinigten Königreiches von Großbritannien und Irland umfasst die Geschichte der seit dem Act of Union 1800 unter der Herrschaft der britischen Krone zusammengefassten Territorien England, Schottland und Irland bis zum Anglo-Irischen Vertrag von 1921, der die Unabhängigkeit Südirlands einleitete.
Zur vorhergehenden Geschichte Großbritanniens siehe Geschichte des Königreichs Großbritannien und Geschichte Irlands.
Zum nachfolgenden Zeitraum ab 1921 siehe Geschichte des Vereinigten Königreichs von Großbritannien und Nordirland.

## Großbritannien im napoleonischen Zeitalter

### Politische Entwicklung
Als Folge von Aufständen in Irland von 1798 beschloss die britische Regierung unter William Pitt dem Jüngeren, die formelle Unabhängigkeit Irlands endgültig zu beenden. So wurde Irland mit dem Act of Union 1800 dem Königreich Großbritannien angeschlossen, was einerseits den Verlust des irischen Parlaments, andererseits die rechtliche Einheit und damit die formelle Gleichstellung von Großbritannien und Irland zum 1. Januar 1801 nach sich zog. Es entstand das Vereinigte Königreich von Großbritannien und Irland. Irland entsandte rund 100 Abgeordnete in das House of Commons und 28 Peers in das House of Lords. Die von Pitt ebenfalls angestrebte staatsbürgerliche Gleichstellung der Katholiken scheiterte am Widerstand König Georgs III., worauf der Premierminister zurücktrat.

Diese Version des Union Jacks wurde 1801 die Flagge des Vereinigten Königreichs.

1802 schloss Henry Addington, der Nachfolger Pitts, den Vertrag von Amiens mit Frankreich. Dieser Friedensschluss war äußerst populär, da der Krieg mit Frankreich und die mit ihm verbundene Wirtschaftskrise unter anderem zur erstmaligen Erhebung einer allgemeinen Einkommensteuer geführt hatte. Allerdings folgte nur eine etwa einjährige Friedenszeit, die Großbritannien zur massiven Aufrüstung und zu einer erneuten Kriegserklärung an Frankreich am 18. Mai 1803 nutzte.
In der Auseinandersetzung mit Napoléon Bonaparte behielten die Briten in der Schlacht von Trafalgar 1805 die Oberhand und beendeten mit ihr jede französische Handlungsfähigkeit zur See. In der europäischen Kriegsführung zu Lande blieb Bonaparte jedoch erfolgreich. Mit der Kontinentalsperre schloss Frankreich 1806 alle kontinentalen Häfen für den britischen Handel. Dies führte zwar zu Arbeitslosigkeit, Lohnverfall und Preissteigerungen auf der Insel, zwang Großbritannien aber nicht in die Knie. Vor allem im Baltikum und in Portugal war die Kontinentalsperre durchlässig, zudem konnte Frankreich den Schmuggel nicht unter Kontrolle bringen. Zum Ausgleich für die Kontinentalsperre und auch als Ersatz für den verlorenen Absatzmarkt in den nordamerikanischen Kolonien konzentrierte sich der britische Handel zunehmend auf Südamerika. Zudem waren mit der Unabhängigkeit der Vereinigten Staaten die Absatzmärkte für den Sklavenhandel zusammengebrochen und eine immer stärkere Abolitionsbewegung war entstanden, so dass die britische Regierung den Sklavenhandel 1807 verbot.

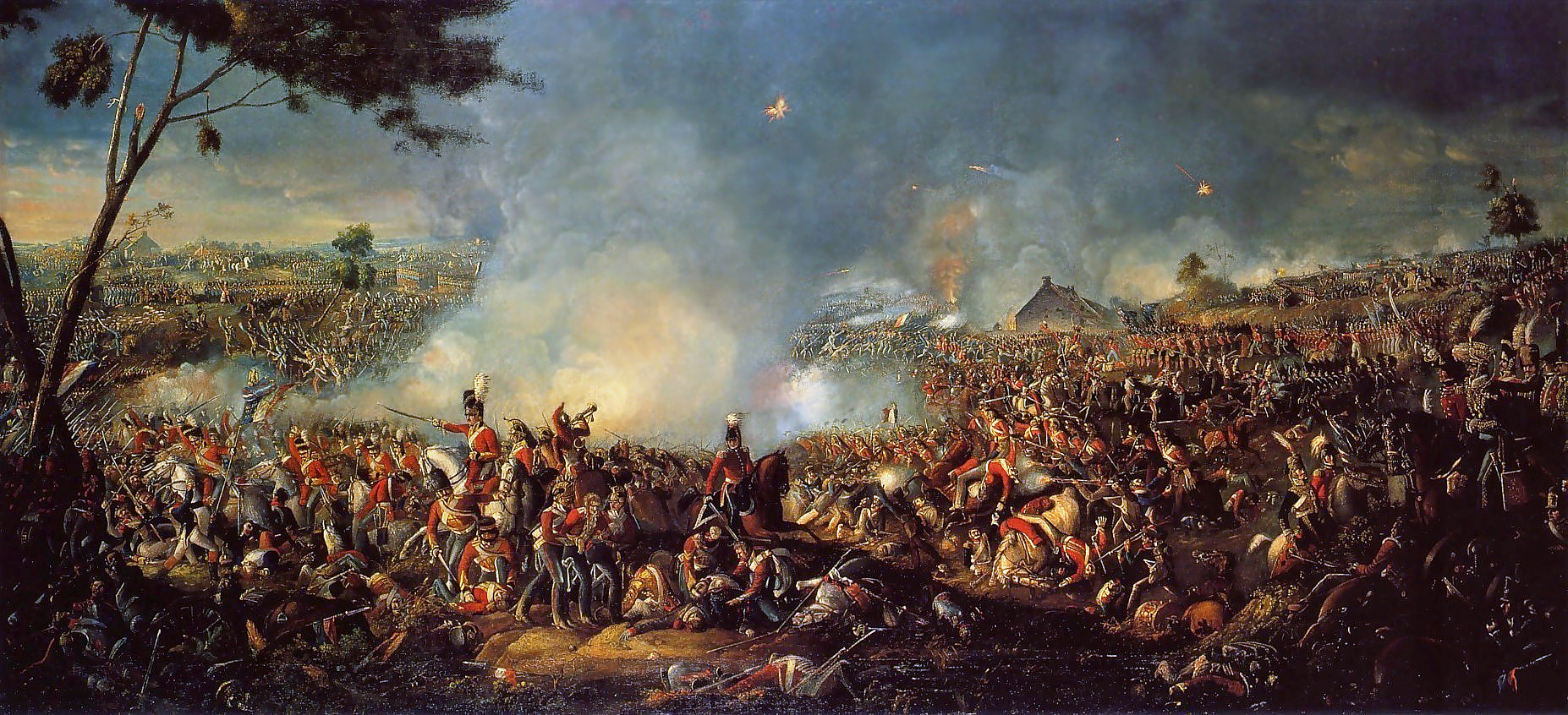
Schlacht von Waterloo, Gemälde von William Sadler

Während Napoleon 1812 seine Kräfte in der Auseinandersetzung mit Russland überforderte, konzentrierte sich Großbritannien auf einen Expeditionsfeldzug nach Spanien. 1809 waren Truppen unter Arthur Wellesley, 1. Herzog von Wellington, dem bedeutendsten britischen Heerführer dieser Zeit, auf der Iberischen Halbinsel gelandet und führten dort gemeinsam mit Aufständischen einen zähen Kampf gegen die Truppen Napoleons und erzielten 1813 den auf diesem Kriegsschauplatz entscheidenden Sieg. Nach der Schlacht bei Waterloo im Juni 1815 war Großbritannien mit seinem Gesandten Castlereagh auf dem Wiener Kongress maßgeblich an der Neuordnung Europas beteiligt, verzichtete trotz seiner starken Stellung aber auf erneuten Territorialbesitz auf dem Kontinent. Die britische Außenpolitik war in erster Linie an einer Machtbalance auf dem Festland interessiert, in der sich die dortigen Mächte gegenseitig neutralisieren sollten. Darüber hinaus sollte das Prinzip des Freihandels den Kontinent zum Absatzmarkt für britische Waren machen.

### Kulturelle Entwicklung
Wie die meisten europäischen Nationen erlebte auch Großbritannien eine Abwendung von Klassizismus hin zur Romantik. Bereits kurz nach 1700 wurden kulturelle Rückgriffe auf das Mittelalter sowie auf Shakespeare intensiviert, die allerdings auch zuvor nie ganz verschwunden waren. Ab 1760 wurde die Lyrik des angeblichen gälischen Barden Ossian sehr populär, kurz darauf der Schauerroman. Beides wurden bestimmende Elemente der britischen Romantik. Das Heroische, Pathetische, Erhabene wurde zum Leitbild der künstlerischen Ausdrucksformen. Die romantische Literatur im Vereinigten Königreich war vor allem historische Literatur. In der Malerei drückte sich die Romantik vor allem in der Form der Landschaftsmalerei in Aquarelltechnik aus.

## Die Industrielle Revolution

### Technische Neuerungen

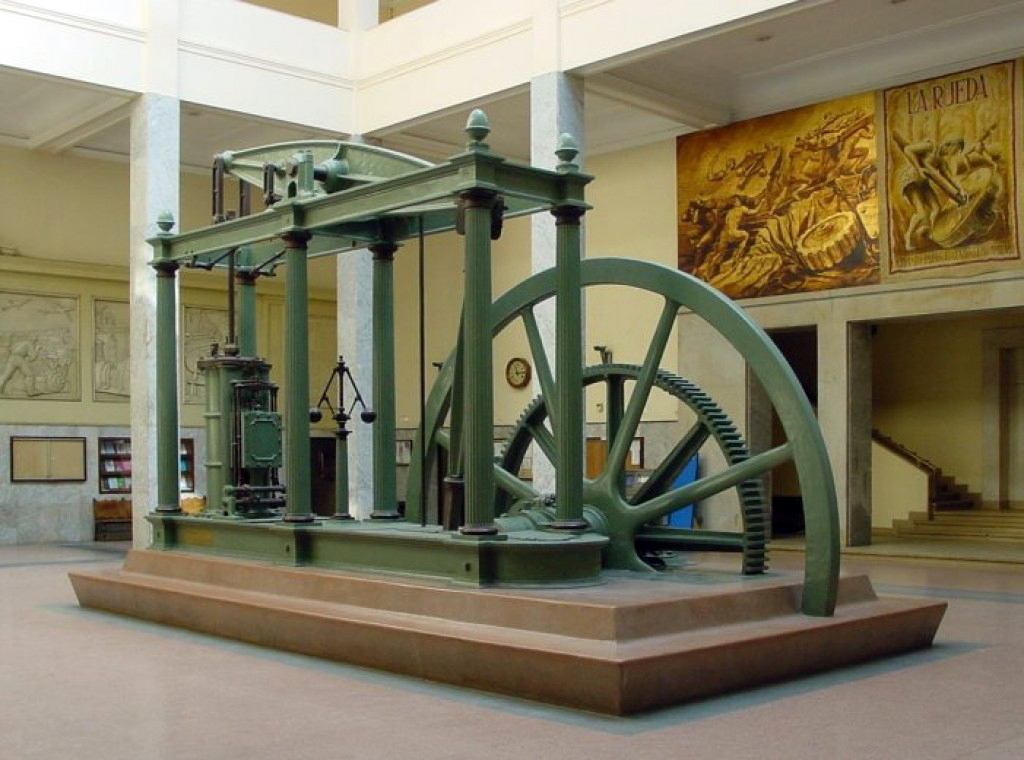
Eine Dampfmaschine nach einem Entwurf von James Watt, ausgestellt in Madrid.

Während sich die innenpolitische Auseinandersetzung im späten 18. und frühen 19. Jahrhundert um die Modernisierung des Wahlrechts entspannte und in der Außenpolitik eine Reaktion auf die kontinentaleuropäischen Entwicklungen gefragt war, begann sich die Industrielle Revolution zu entwickeln.
Die entscheidenden technischen Neuerungen (Spinning Jenny, Dampfmaschine) waren bereits im späten 18. Jahrhundert entwickelt worden. In den folgenden Jahrzehnten wurden sie verbessert und fanden immer weitere Verbreitung. Auch hatte sich um 1800 bereits ein Proletariat an den wichtigsten Industriestandorten entwickelt.

### Gesellschaftliche Entwicklung
Die technischen Neuerungen veränderten auch den Arbeitsprozess. An die Stelle selbstständiger Handwerks- oder Heimarbeit im Verlagssystem trat die Fabrikarbeit mit ihren zentralen Arbeitsorten, festen Zeiten und zunehmender Kinderarbeit. Letztere wurde als Problem erkannt und ab 1819 per Gesetz zunehmend eingeschränkt. Die Arbeiter hatten sich im 18. Jahrhundert zunächst in Combinations, gewissermaßen Handwerkszünften, vereinigt. Diese wurden zunächst verboten. Als darauf Geheimbünde zunahmen, ließ die Regierung 1824 die Zusammenschlüsse wieder zu, die schnell die Form moderner Gewerkschaften annahmen. Der Kampf der Arbeiterschaft für ihre eigenen Interessen nahm vorerst eher selten die Form organisierter oder spontaner Streiks an, sondern äußerte sich vor allem im Phänomen der Maschinenstürmer (Ludditen).

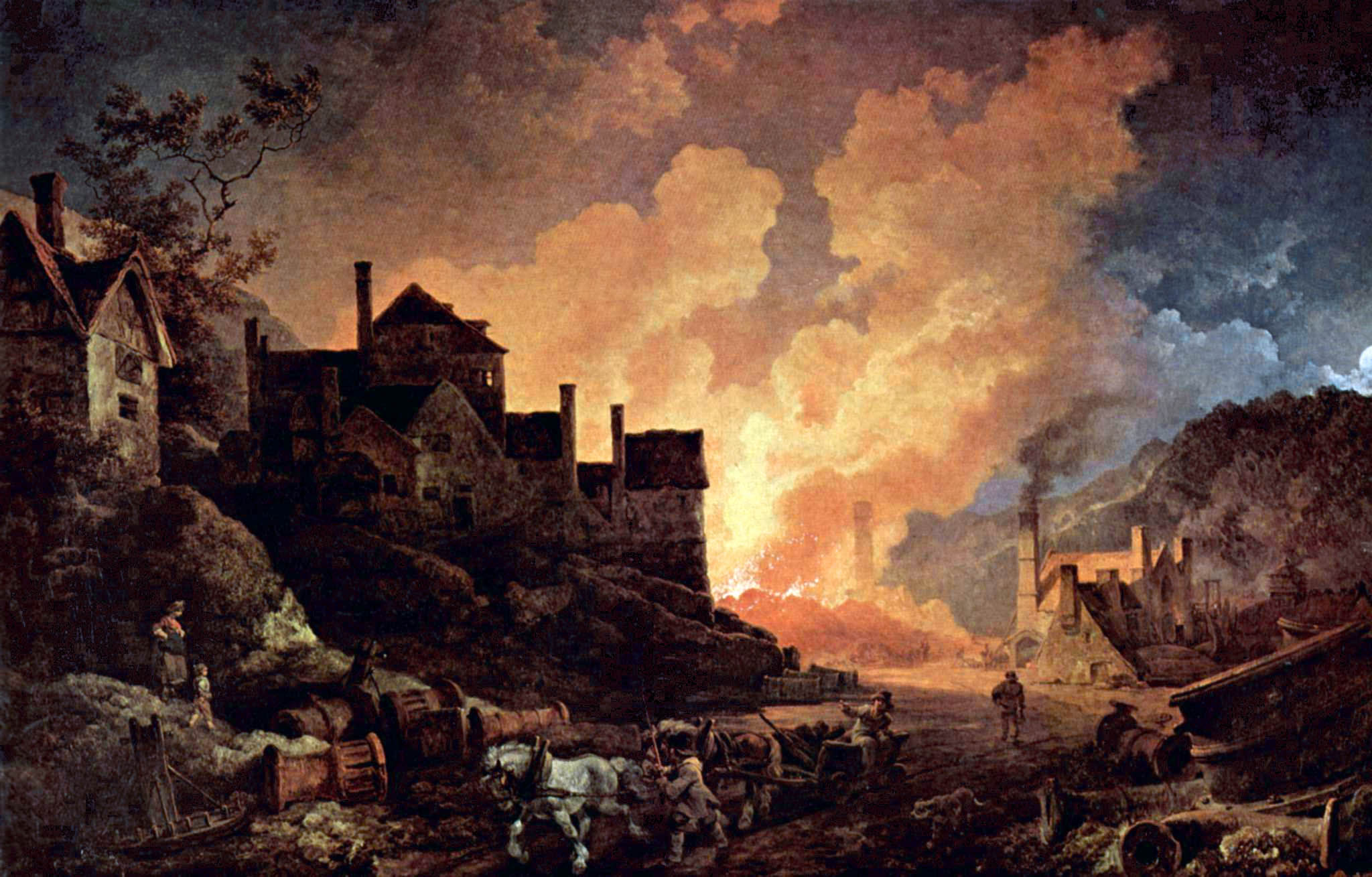
Die Anforderungen und Abläufe der Industriearbeit führten zu grundlegenden gesellschaftlichen Umwälzungen. Gemälde von Philippe-Jacques de Loutherbourg, 1801

Durch Thomas Malthus’ Schrift Essay on the Principle of Population von 1798 entstand erstmals eine wissenschaftliche und politische Diskussion um die demografische Entwicklung. 1801 gab es die erste moderne Volkszählung in Großbritannien. In diese Zeit fällt auch ein massiver Bevölkerungsanstieg in ganz Großbritannien von etwas über 8 Millionen 1794 auf über 13 Millionen im Jahr 1831. Parallel zum Wachstum gab es auch eine regionale Konzentration der Einwohner in den Industrieregionen im Norden und Westen Englands, in Wales, in den Lowlands in Südschottland und in London, das um 1800 die Marke von einer Million Einwohnern überstieg. Das Wachsen der städtischen Ballungsräume hatte eine Explosion der Nachfrage nach Nahrungsmitteln zur Folge, was wiederum einen Aufschwung der Landwirtschaft auslöste. Dennoch begannen auch die sozialen Probleme anzuwachsen, vor allem unter den Lohnabhängigen, also den Fabrikarbeitern und den Lohnarbeitern in der Landwirtschaft.

## Vorviktorianische Reformen

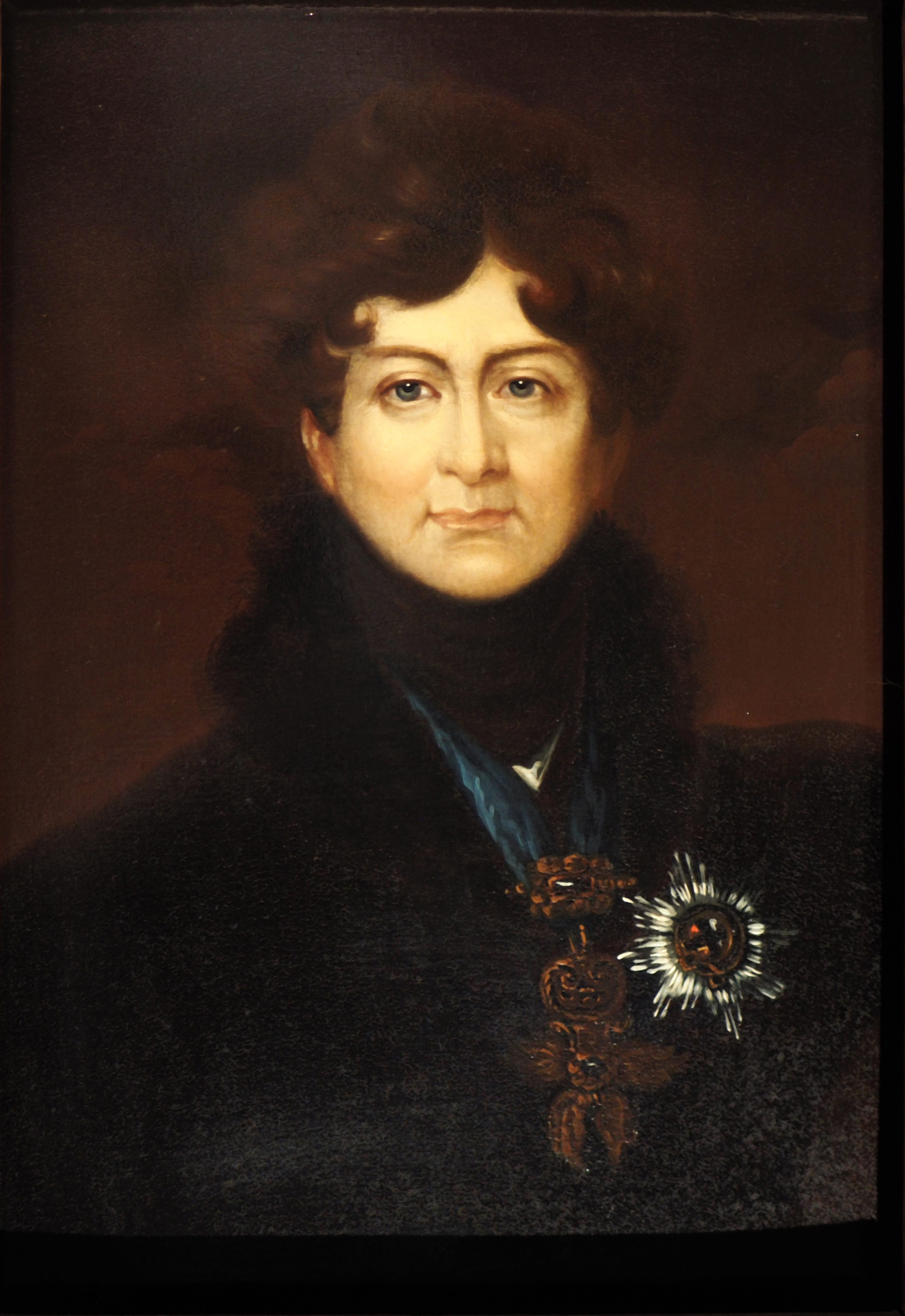
Georg IV.

Der Kampf gegen Napoleon hatte eine Reihe von inneren Krisen des Vereinigten Königreiches überdeckt, unter anderem die Schwäche des geistig umnachteten Königs Georg III., für den ab 1810 sein Sohn regierte, der 1820 als Georg IV. offiziell die Krone übernahm. Zudem hatte der Friede die Kriegsindustrie und mit ihr die gesamte Schwerindustrie und den Schiffbau ihrer Absatzmärkte weitgehend beraubt und die 300.000 zurückkehrenden Soldaten mussten teilweise demobilisiert und mit Arbeitsplätzen versorgt werden. Ab 1815 rückte zudem die Diskussion um die grundsätzliche Ausrichtung der britischen Wirtschaftspolitik in den Mittelpunkt der öffentlichen Aufmerksamkeit. Dabei ging es in erster Linie um die Corn Laws, die Beschränkungen für Getreideimporte, die unmittelbar den Getreidepreis steuerten. Während die gesellschaftlichen Eliten, die zumeist Grundbesitzer waren und beide Häuser des Parlaments dominierten, ein Interesse an hohen Getreidepreisen hatten, forderte sowohl die anwachsende Arbeiterschaft als auch die neue Unternehmerschicht geringere Preise; letztere vor allem, um die Lohnkosten senken zu können.
In dieser Situation stieg die Unzufriedenheit mit der Regierung spürbar an. Im ganzen Land begannen sich politische Clubs zu bilden, Petitionsbewegungen und Demonstrationen zu formieren. 1819 wurde im Peterloo-Massaker eine Massenversammlung in Manchester blutig niedergeschlagen. Zu ersten Wirtschaftsreformen kam es 1822, als eine Reihe von direkten Abgaben auf Waren gesenkt wurden. In den folgenden Jahren gab es einzelne Handelsabkommen mit anderen Staaten, die die gegenseitige Absenkung von Zöllen zur Folge hatten. Langsam begann sich dadurch die Wirtschaftslage zu bessern.
Außenpolitisch agierte Großbritannien nach dem Wiener Kongress zurückhaltend. In Europa griff es durch die Beteiligung an einer Reihe von Kongressen ein, militärisch jedoch nur noch 1826 im Fall der Thronfolge in Portugal. Russland verdrängte Frankreich zunehmend als die für bedrohlich gehaltene Macht auf dem Kontinent. Der griechische Freiheitskampf gegen das Osmanische Reich war eher ein Phänomen, das die Sympathien der Massen auf sich zog als tatsächliches Engagement der Regierung.
1827 und 1828 kam es zu mehreren schnell wechselnden Regierungen sowie jeweils zu Spaltungsprozessen innerhalb der Tories und der Whigs. Zudem begannen in diesen Jahren erneut scharfe Auseinandersetzungen um die Emanzipation der religiösen Minderheiten. 1828 wurden die Dissenters gleichberechtigt, 1829 die Katholiken. Zugleich wurde der Wahlzensus massiv angehoben, um vor allem die katholischen Bauern Irlands von der Mitbestimmung fernzuhalten. Missernten sowie eine allgemeine Konjunkturkrise führten dazu, dass sich in vielen Städten die Arbeiterschaft und kleinere selbstständige Gewerbetreibenden zusammenschlossen, um gemeinsam Reformen zu fordern. Angesichts der neuen Revolution in Frankreich begann sich auch in den Eliten des Vereinigten Königreiches Revolutionsangst auszubreiten.
Georg IV. starb 1830, auf dem Thron folgte ihm sein Bruder Wilhelm IV., den Neuwahlen dazu zwangen, den reformorientierten Whig Charles Grey zum Premierminister zu ernennen. Wichtigstes Reformprojekt war die Neuverteilung der Wahlkreise, die oft noch ihre aus dem Mittelalter überkommene Größe hatten und der Bevölkerungskonzentration durch die Industrialisierung nicht mehr entsprachen (rotten boroughs). Die tiefgreifende Verfassungsreform passierte erst nach einer Unterhausauflösung und Neuwahlen sowie gewaltsamen Ausschreitungen gegen Reformgegner 1832 das Parlament. In ihr wurden 56 Wahlkreise aufgelöst, 30 von zwei auf einen Abgeordneten heruntergestuft und 42 neue in den dicht besiedelten Regionen geschaffen. Der Zensus wurde nicht abgeschafft, aber gesenkt, so dass sich die Wählerschaft in England und Wales in etwa verdoppelte, in Schottland mehr als verfünfzehnfachte. In London erhielten sogar einzelne, gut verdienende Arbeiter dadurch das Wahlrecht. An der Zusammensetzung des Unterhauses änderte die Reform jedoch wenig. Die eindeutige Mehrheit der Abgeordneten entstammte weiterhin der Landbesitzerschicht.
Weitere Reformgesetze folgten. Die Neuregelung des Armengesetzes von 1834 sollte die massiv angestiegenen Abgaben für die Armenfürsorge wieder senken und außerdem die Armenfürsorge von einer lokalen und regionalen auf eine gesamtstaatliche Basis stellen. Zentrales Instrument der neuen Armenpolitik waren die flächendeckend eingerichteten Arbeitshäuser. Bereits seit Beginn des 19. Jahrhunderts waren die sozialen Folgen der Industrialisierung in die Diskussion geraten, vor allem die harten Arbeitsbedingungen von Frauen und Kindern. Der Factory Act von 1833 schränkte zumindest in der Textilindustrie die Arbeitszeit von Kindern ein und setzte vor allem erstmals staatliche Kontrolleure ein, die die privaten Fabriken beaufsichtigen sollten. Zudem begann 1833 die politische Diskussion über eine Schulpflicht, die allerdings noch nicht verwirklicht wurde. Nach den Toleranzgesetzen von 1828/29 griffen in den 1830er Jahren Reformen auch verstärkt in die Anglikanische Kirche selbst ein. Ab 1836 waren Eheschließungen auch außerhalb von ihr möglich, ab 1837 die Verleihung akademischer Grade. Ebenfalls ab 1836 tagte eine Kommission, die vorsichtige Verwaltungsreformen in der Kirche durchsetzte. Gegen diese staatliche Einflussnahme bildete sich mit dem Oxford Movement eine akademisch-theologische Gegenbewegung, die Traditionen erhalten und staatlichen sowie Laien-Einfluss zurückdrängen wollte. 1850 durfte die katholische Kirche ihre Bistumsstruktur in England wiedererrichten.

## Das viktorianische Zeitalter

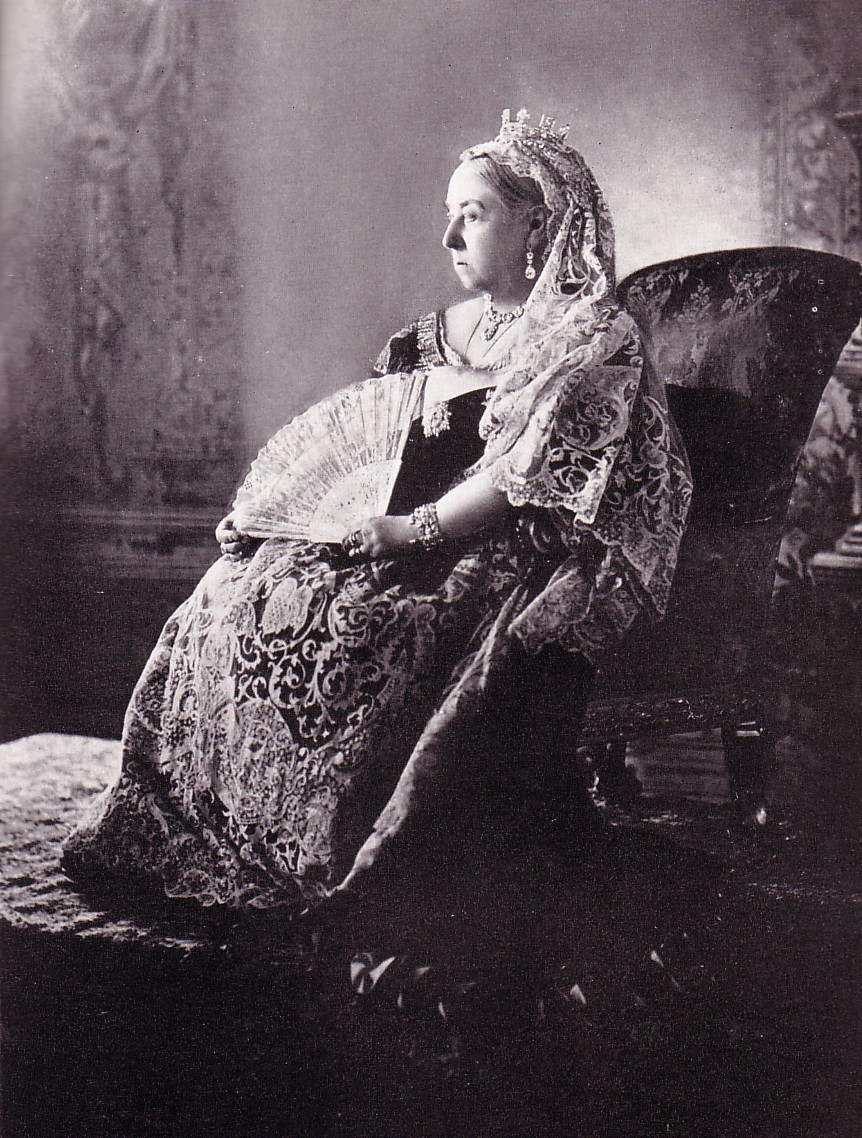
Königin Victoria

1836 kam es zur Abfassung der People’s Charter und der Gründung der Chartisten-Bewegung, die gleiches Wahlrecht für alle Männer und andere politische Forderungen erhob. Zwar setzten sie ihre Forderungen nicht direkt durch, doch wurde langfristig vieles in ihrem Sinne verändert. So wurden z. B. ab 1851 überregionale Berufsgenossenschaften gebildet. 1846 schaffte das Kabinett Robert Peel die Getreidezölle entsprechend den Wünschen der Arbeiter wie der Industriellen ab und entschied sich damit für Freihandel. Daraufhin spaltete sich ein Flügel der Tory-Partei unter Benjamin Disraeli ab, der die Interessen der Großgrundbesitzer vertrat.

Ab 1830 begann eine verstärkte Auswanderung in die Kolonien besonders in die Kapkolonie (Südafrika), Kanada, Australien und Neuseeland. Deshalb erhielten die weißen Siedlungskolonien 1865 Selbstverwaltungsrechte.

1845–1849 herrscht die Große Hungersnot in Irland.
1865/67 kommt es zu Aufständen in Irland, die vom Bund der Fenier angeführt wurden.

1867 führte Disraeli die zweite Wahlrechtsreform durch, die zwar die Zahl der Wähler von 1,4 auf 2,5 Mill. erhöhte, aber den Arbeitern auf dem Lande weiterhin das Wahlrecht vorenthielt.

1869 wurde für Irland die Anglikanische Kirche als Staatskirche abgeschafft.

### Eintritt in die Phase des Imperialismus

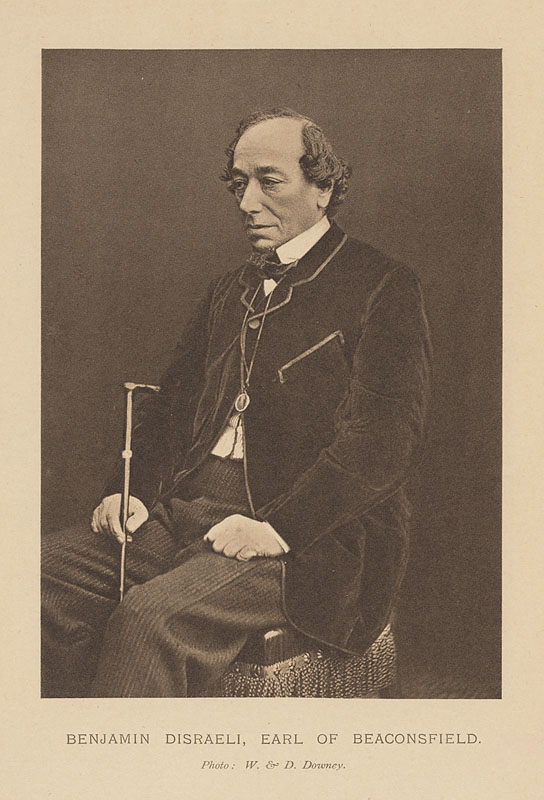
Benjamin Disraeli

Der Einstieg Großbritanniens in dieses neue imperialistische Zeitalter lässt sich auf das Jahr 1875 festlegen. Damals kaufte die konservative Regierung Disraeli für 4 Mio. Pfund die Aktienanteile des ägyptischen Herrschers Ismail an der Suezkanal-Gesellschaft auf, um diesen strategisch wichtigen Handelsweg nach Indien zu sichern. Der Suezkanal war im November 1869 eröffnet worden.
Die gemeinsame britisch-französische Finanzkontrolle über Ägypten wurde mit der militärischen Besetzung Ägyptens durch Großbritannien im Jahre 1882 beendet.
Die Angst vor der südlichen Expansion Russlands war ein weiterer Faktor der britischen Politik. 1878 wurde die Insel Zypern besetzt, als Reaktion auf eine russische Attacke auf das Osmanische Reich und den Krimkrieg (1854 bis 1856). Auch Afghanistan wurde zeitweise besetzt, um dort den russischen Einfluss zurückzudrängen. Großbritannien führte in Afghanistan drei blutige und erfolglose Kriege gegen Aufständische und heilige Krieger:
- Der erste britisch-afghanische Krieg endete mit einer der verheerendsten Niederlagen des viktorianischen Zeitalters, als die britische Armee 1842 beim Abzug aus Kabul durch paschtunische Stämme, die mit russischen Waffen ausgerüstet waren, fast vollständig ausgelöscht wurde.
- Der zweite britisch-afghanische Krieg führte 1880 zu einer verheerenden Niederlage bei Maiwand, der Belagerung Kabuls durch die Afghanen und dem britischen Rückzug nach Indien.
- Im dritten britisch-afghanischen Krieg von 1919 wurden die Briten endgültig vertrieben.

Das Great Game um die Vorherrschaft in Zentralasien endete mit einer blutigen, erfolglosen und völlig unnötigen britischen Invasion in Tibet (Britischer Tibetfeldzug November 1903 bis September 1904).
Zur selben Zeit kamen mächtige Interessengruppen aus Wirtschaft und Politik zur Ansicht, dass die Bildung eines „formellen“ Imperiums nötig sei, um den Bedeutungsverlust in vielen Weltmärkten aufzuhalten (z. B. Hochindustrialisierung in Deutschland (1871–1914), Geschichte der Vereinigten Staaten#Industrialisierung).
Vor allem Joseph Chamberlain setzte sich vehement dafür ein. Während der 1890er wurde der neue Imperialismus zur Leitidee der britischen Politik. Großbritannien übernahm bald darauf die Vorreiterrolle in der Aufteilung Afrikas. Der neue Imperialismus entstand also nicht aus einer Position der Stärke heraus, sondern war vielmehr eine Folge der Angst vor dem wirtschaftlichen Bedeutungsverlust.

### Auf dem Weg zu Labour Party und Home Rule

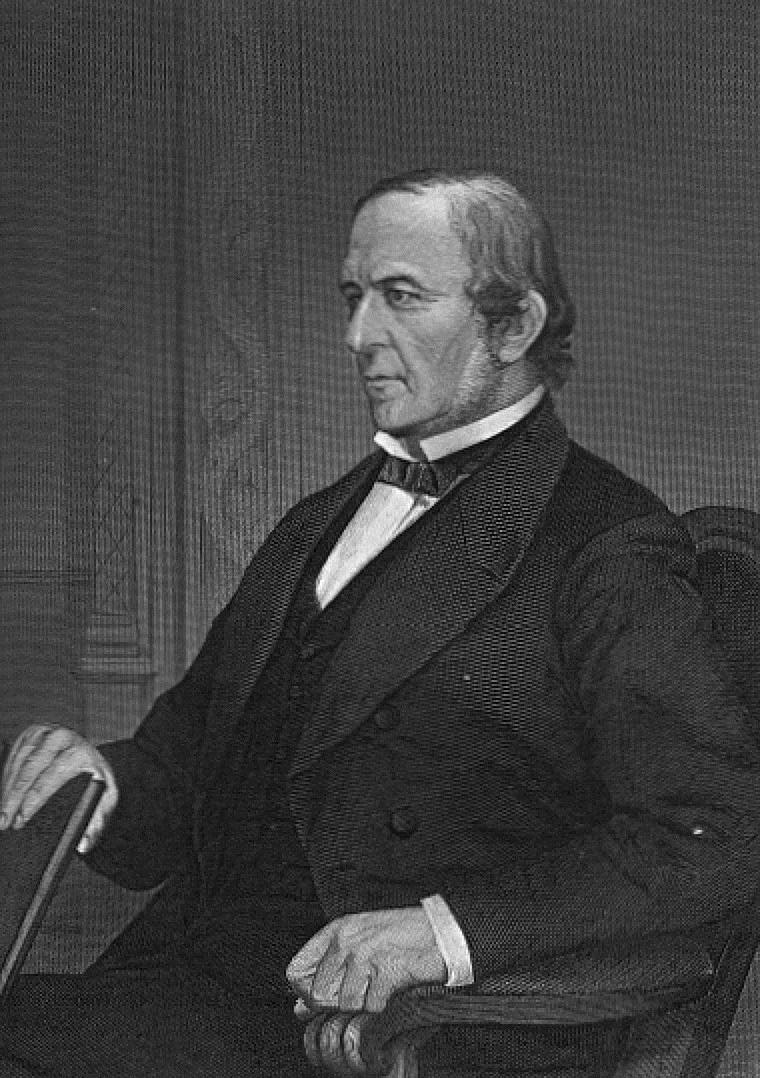
William Ewart Gladstone

1884 wurde das dritte Wahlrechtsänderungsgesetz beschlossen, nach dem in jedem Wahlkreis nur noch ein Parlamentssitz vergeben wurde. William Ewart Gladstone, als Führer der Liberalen Partei Disraelis Gegenspieler, setzte sich energisch für Home Rule, eine Autonomie Irlands, ein. Darüber kam es 1886 zur Spaltung der Liberalen Partei, Anführer der unionistischen Fraktion war Joseph Chamberlain.
Die 1883 gebildete Fabian Society schloss sich mit der 1893 gegründeten Independent Labour Party zusammen. Das Bündnis nannte sich ab 1906 Labour Party.
Bei den Britischen Unterhauswahlen im Oktober 1900 erzielte das Labour Representation Committee nur 1,8 Prozent der Stimmen. Die Wahlen fanden während des wechselvollen Zweiten Burenkrieges statt. Ein großer Teil der britischen Bevölkerung war dadurch in einer patriotischen und teilweise pro-kolonialistischen Stimmung. Darunter litten vor allem die Vertreter des Labour Representation Committees, die zum größten Teil pro-Boers waren, aber auch viele liberale Kandidaten, die den zu dieser Zeit recht aggressiven britischen Imperialismus ablehnten.

## Weg in den Ersten Weltkrieg

### Schleichende Veränderungen
1901 folgte Eduard VII. seiner Mutter Viktoria auf dem Thron. Er mischte sich nicht in die Regierungsgeschäfte ein, so dass die spätviktorianische Politik weitgehend bruchlos fortgesetzt wurde. Veränderungen begannen sich lediglich auf dem Feld der Kolonialpolitik abzuzeichnen: Bereits ab 1880 hatte sich Großbritannien im Einvernehmen mit den USA weitgehend aus Süd- und Mittelamerika zurückgezogen. Während Indien ein stabiler Bestandteil des Imperiums blieb, kam es in den afrikanischen Kolonien wiederholt zu kleineren Krisen und Auseinandersetzungen vor allem mit Frankreich. Am bedeutendsten war der Zweite Burenkrieg (1899–1902), der zudem vor einer breiten Öffentlichkeit die Mängel des britischen Kolonialsystems aufdeckte: Befehlshaber operierten weitgehend eigenständig und legten dabei große Grausamkeit auch gegenüber der burischen Zivilbevölkerung an den Tag, ohne dass durchschlagende militärische Erfolge erzielt wurden.
1902 gab Großbritannien seine Bündnisfreiheit, splendid isolation auf und schloss mit Japan ein Flottenbündnis, 1904 dann die entente cordiale mit Frankreich.
Innenpolitisch profitierten die Konservativen von ihrem bei der Bevölkerung populären imperialen Auftreten in der Außenpolitik. Allerdings schwächte sich dieser Bonus nach dem Burenkrieg ab. Die Liberalen hatten durch ihr Eintreten für Home Rule eine breite Wählerbasis in Irland gewonnen. Wichtigstes Streitthema um die Jahrhundertwende war die Handelspolitik. Nachdem seit der Mitte des 19. Jahrhunderts die Freihandelspolitik dominiert hatte, trat der wichtigste liberale Politiker Joseph Chamberlain für Schutzzölle ein, die das gesamte britische Weltreich nach außen abschotten und den Handel zwischen dem Mutterland und den Kolonien fördern sollte. Auch Auseinandersetzungen um den Einfluss der Kirche auf die Schulpolitik spalteten die politischen Akteure und die Wählerschaft. Diese Spannungen führten 1900 zu einem konservativen, 1906 zu einem liberalen Erdrutsch-Sieg bei den Unterhauswahlen. Als Reaktion auf die Stimmengewinne betrieb die liberale Regierung unter Henry Campbell-Bannerman eine arbeiter- und gewerkschaftsfreundliche Politik mit sozialen Absicherungen wie Altersrente und Achtstundentag im Bergbau.

### Verfassungskrise und Verfassungsreform

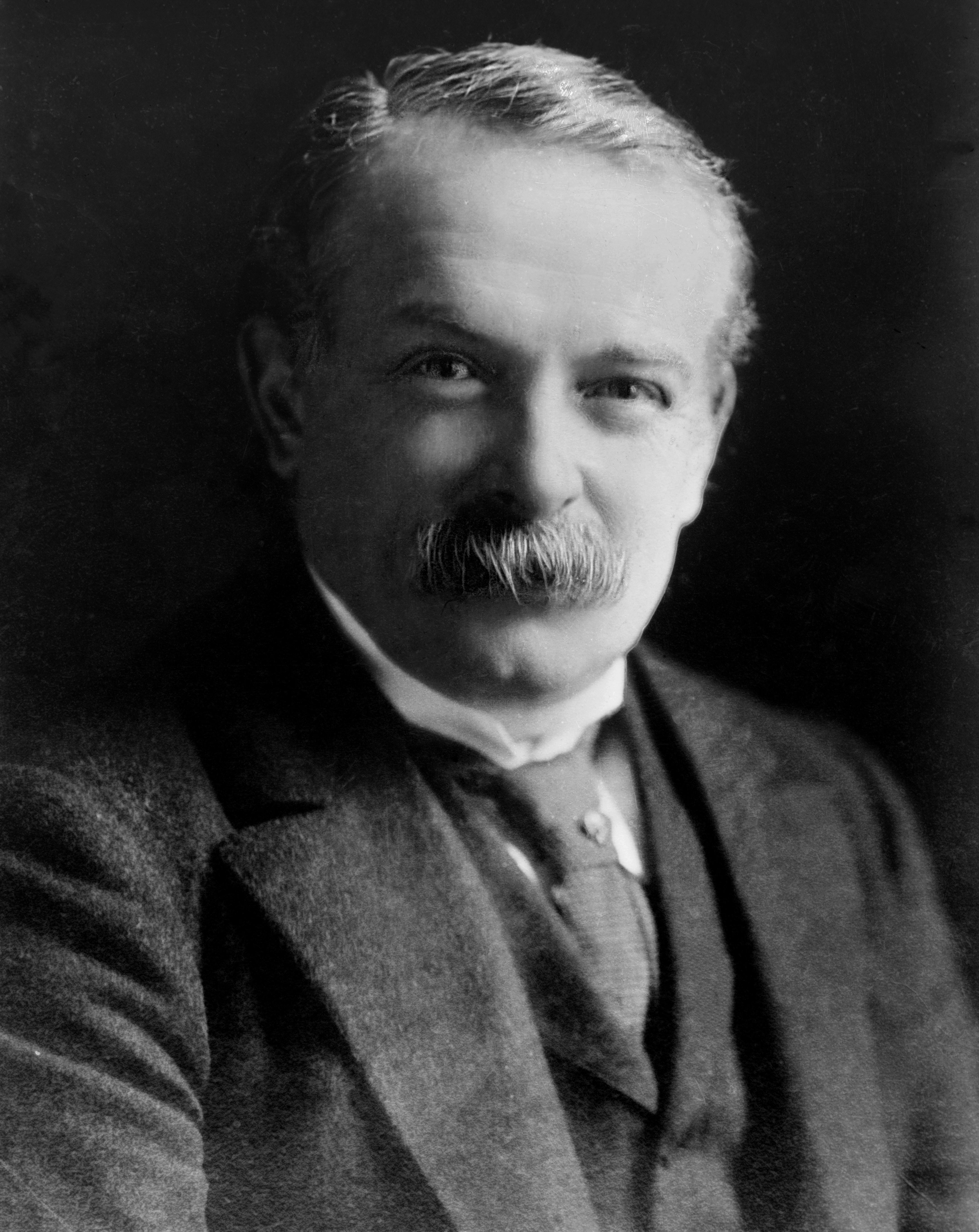
David Lloyd George

Ab 1908 war David Lloyd George der bestimmende Politiker des Vereinigten Königreiches, zunächst als Finanz-, später als Munitions- und Kriegsminister, ab 1916 als Premierminister. Unter ihm entwickelte sich das Deutsch-Britische Flottenwettrüsten sowie ein schwerer Verfassungskonflikt: 1909 versuchte Lloyd George ein weiteres umfassendes Sozialversicherungspaket durchzusetzen, das vor allem durch die Besteuerung der Grundbesitzer finanziert werden sollte. Nachdem das Unterhaus das Vorhaben gebilligt hatte, lehnte das Oberhaus es ab, obwohl es dazu in Angelegenheiten der Finanzpolitik nicht berechtigt war. Mit dem Schlagwort „Lords gegen Volk“ ließ die Regierung für Januar 1910 Neuwahlen ausschreiben, die allerdings die Konservativen stärkten, so dass sich die Liberalen nur mit Hilfe von Labour und der irischen Nationalisten an der Macht halten konnten. Darauf kam es nicht nur zu weiteren Auseinandersetzungen um die Sozialpolitik, sondern auch um die erneut vorgebrachten Forderungen nach Home Rule für Irland sowie um eine von Lloyd George propagierte Verfassungsreform mit eingeschränkten Befugnissen für das Oberhaus.
In dieser Lage starb Eduard VII. Sein Sohn und Nachfolger Georg V. erklärte, dass er den Willen des Volkes durch die Ernennung neuer Peers im Oberhaus durchsetzen werde. Als Neuwahlen im Dezember 1910 das Januar-Ergebnis bestätigten, billigte das Oberhaus angesichts der königlichen Drohung den Parliament Act, der seine Rechte einschränkte. Insbesondere hatte ein Oberhaus-Veto ab 1911 nur noch aufschiebende Wirkung auf ein Gesetz, das das Unterhaus passiert hatte und die Unterhaus-Wahlperiode wurde von sieben auf fünf Jahre verkürzt. 1914, im Jahr des Eintritts in den Weltkrieg, wurde dann das Home-Rule-Gesetz beschlossen.

## Erster Weltkrieg und irische Unabhängigkeit

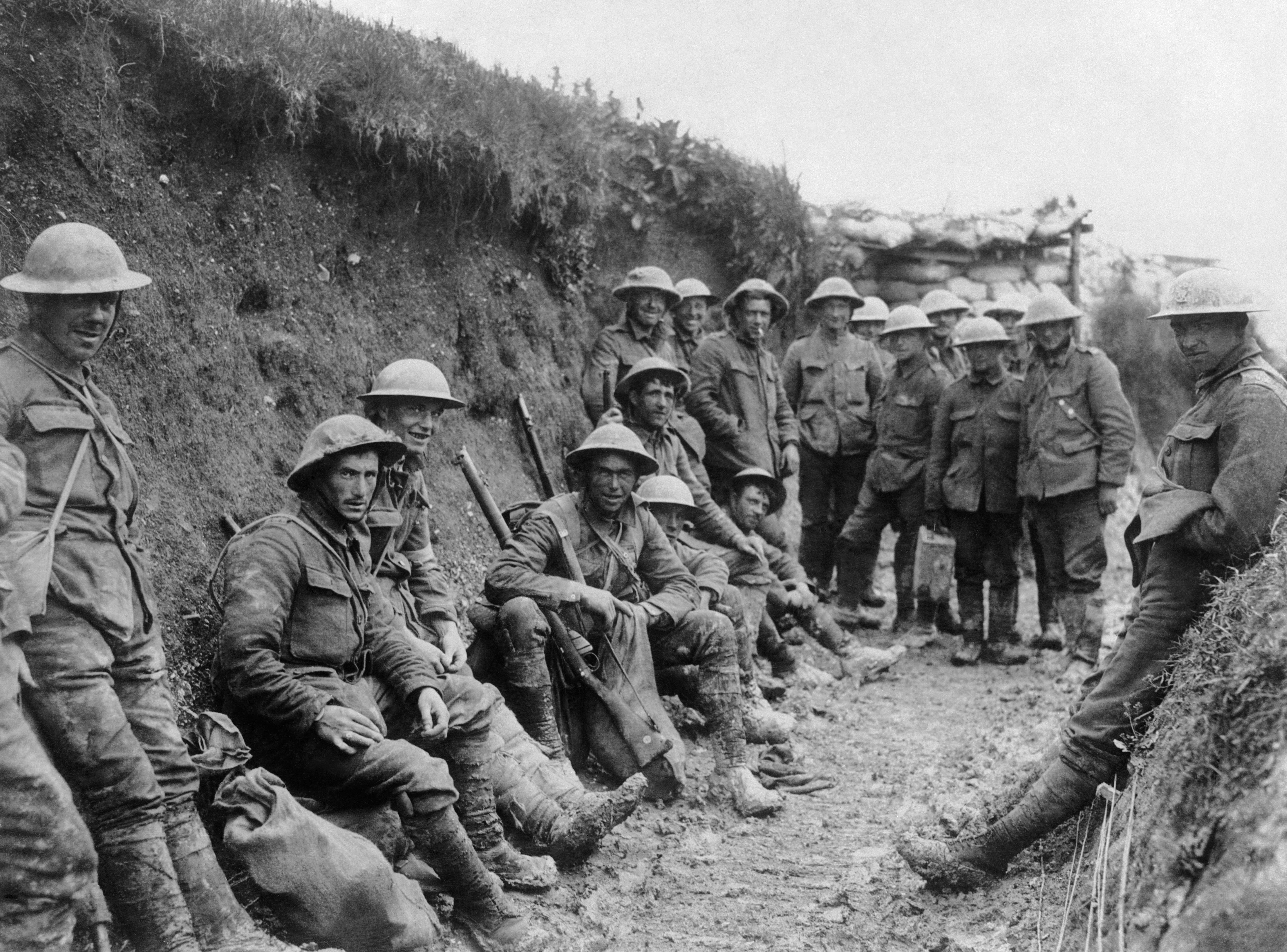
Britische Soldaten der Royal Ulster Rifles in einem Schützengraben, Herbst 1916

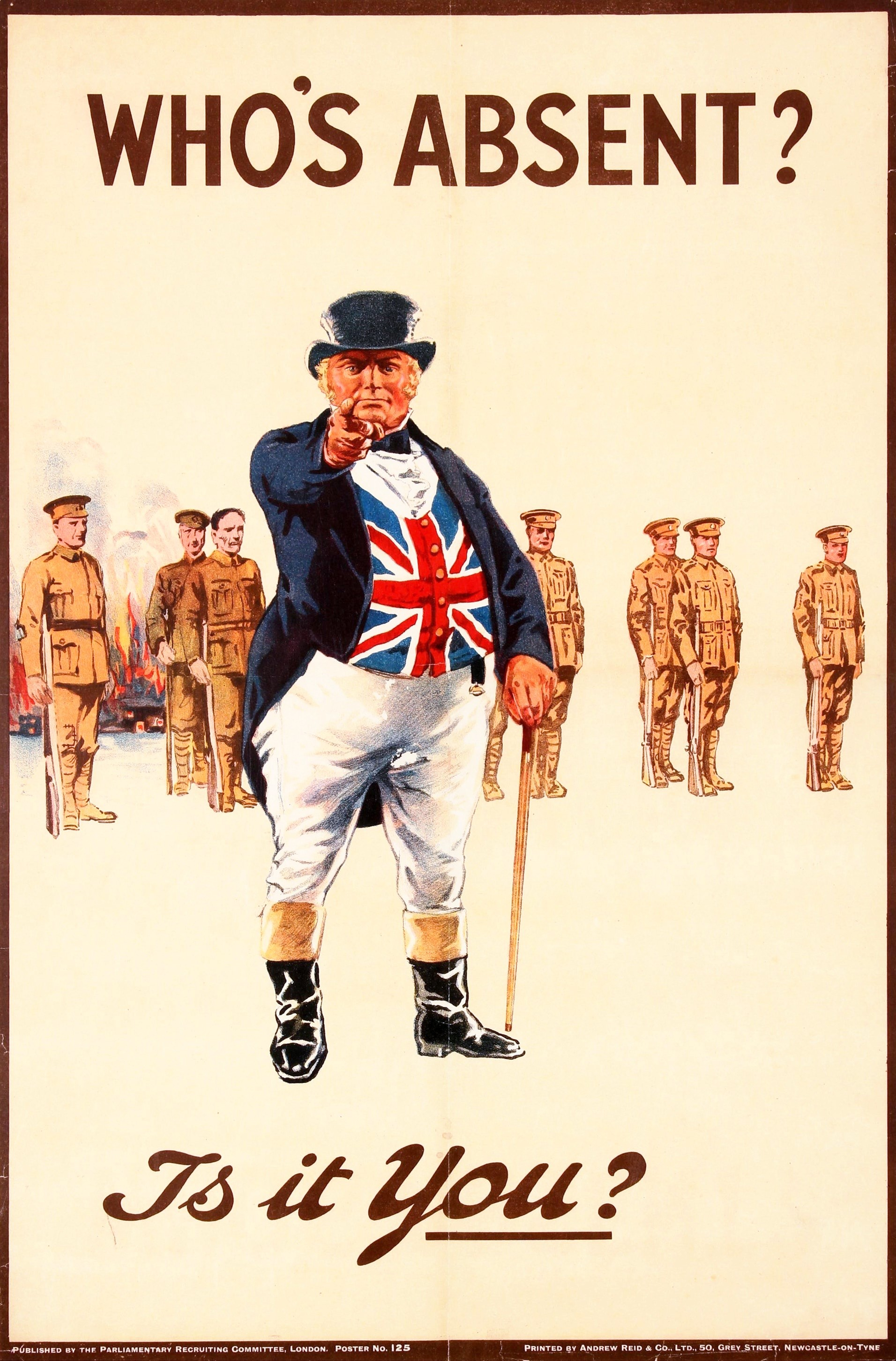
Britisches Propagandaplakat

Der Kriegseintritt fand die Zustimmung aller Parteien mit Ausnahme einer Gruppe der Labour Party um Ramsay MacDonald. In der Bevölkerung herrschte, wie in den übrigen europäischen Staaten, eine weitgehende Kriegsbegeisterung.
Es gab ein voluntary enlistment movement; im September 1914 meldeten sich freiwillig hunderttausende Männer.
1915 wurde eine Allparteienregierung gebildet. An ihrer Spitze stand David Lloyd George, der durch Einbeziehung der Konservativen eine breite Koalitionsregierung erreichen wollte. Die Anhänger Asquiths gingen in die Opposition, so dass die liberale Partei gespalten wurde. In den Folgejahren erlangte Lloyd George eine fast diktatorische Stellung im Kabinett und verfolgte eine Kriegspolitik, die auf eine vollständige Niederlage des Deutschen Reichs abzielte. 1916 wurde die allgemeine Wehrpflicht eingeführt. Neben dem Einsatz der britischen Soldaten auf dem Kontinent waren vor allem die Seeblockade gegen das Deutsche Reich sowie der Einsatz der ersten Panzer – speziell des Mark IV – am Ende des Krieges die wichtigsten Beiträge des Vereinigten Königreichs zum Sieg der Alliierten. Bis zum Ende des Krieges fielen über 800.000 britische Soldaten. Dass der Staat für die Kriegswirtschaft auf die Einbeziehung der Arbeiterschaft und der Frauen angewiesen war, führte bereits während des Krieges und in den Jahren danach zur politischen Emanzipierung beider Gruppen (Frauenemanzipation). Ab 1917 wurden in London Konferenzen mit Gesandten der Dominions der Commonwealth einberufen, um von ihnen weitgehendere Unterstützung zu erhalten. Dieses Vorgehen stärkte das Selbstbewusstsein in den Dominions und trug maßgeblich zur nach dem Krieg einsetzenden Unabhängigkeitsbewegung bei (siehe Dekolonisation und British Empire).

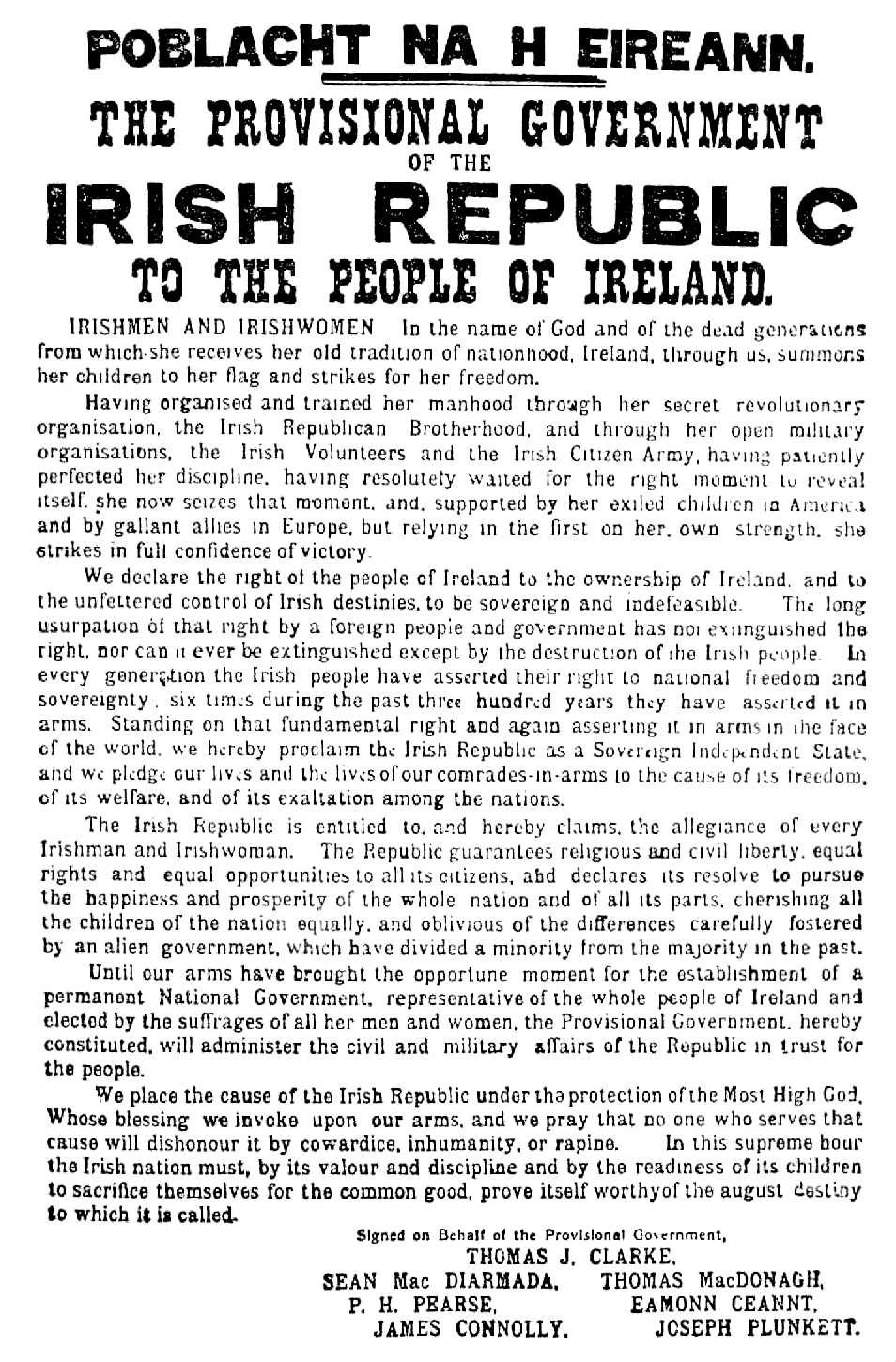
Die Oster-Proklamation

Spätestens seitdem sich 1912 abgezeichnet hatte, dass nach dem zweijährigen Aufschub durch das Oberhaus-Veto Home Rule für Irland in Kraft treten würde, begannen Unionisten und irische Nationalisten sich zu radikalisieren und zu bewaffnen. Der Ausbruch des Ersten Weltkrieges und das persönliche Eingreifen von George V. verhinderte zunächst Zusammenstöße. Mit der Kriegskoalition hatten die irischen Nationalisten ihre wichtige Stellung im Unterhaus verloren. Als zudem 1916 die in Südirland extrem unpopuläre Wehrpflicht eingeführt wurde, eskalierte die Lage in Irland. Ostern 1916 kam es zu einem Aufstand, der zwar niedergeschlagen wurde, aber einen mehrjährigen Guerillakrieg zur Folge hatte. Sinn Féin, obwohl selbst nur unwesentlich am Aufstand beteiligt, wurde zum Sammelbecken der Unabhängigkeitsbewegung, die durch das harte Durchgreifen der britischen Truppen überhaupt erst zu einer einheitlichen Front wurde. Bei den Unterhauswahlen von 1918 gewann Sinn Féin 80 Prozent der irischen Mandate und bildete aus diesen Abgeordneten das First Dáil, das erste irische Parlament seit 1801. Éamon de Valera wurde zum Präsidenten der Republik Irland gewählt, und der Aufbau einer parallelen Regierungs- und Verwaltungsstruktur begann. Die britische Regierung erklärte das Dail unverzüglich für illegal. Der folgende Irische Unabhängigkeitskrieg (1919–1921) führte 1921 zum Anglo-Irischen Vertrag, der für 26 der 32 Irischen Countys die Unabhängigkeit von Großbritannien garantierte. Aus den Provinzen Munster, Leinster, und Connaught, sowie drei der neun Countys von Ulster wurde der Irische Freistaat gebildet. Die sechs nördlichen Countys von Ulster bildeten Nordirland und blieben Teil des Vereinigten Königreichs von Großbritannien und Nordirland.
Die verfassungsrechtlichen Bindungen Irlands zu Großbritannien wurden nach und nach aufgelöst, bis 1949 die Republik Irland gegründet wurde. Nordirland blieb Teil des Vereinigten Königreichs und der offizielle Name änderte sich in „Vereinigtes Königreich Großbritannien und Nordirland“.
Fortsetzung der Geschichte Großbritanniens: Geschichte des Vereinigten Königreichs von Großbritannien und Nordirland